# Gara Roșiești
Gara Roșiești – wieś w Rumunii, w okręgu Vaslui, w gminie Roșiești. W 2011 roku liczyła 339 mieszkańców.